# Justicia matogrossensis
Justicia matogrossensis är en akantusväxtart som beskrevs av D.C. Wasshausen. Justicia matogrossensis ingår i släktet Justicia och familjen akantusväxter. Inga underarter finns listade i Catalogue of Life.